# 布里哈迪里夫卡 (克雷門丘克區)

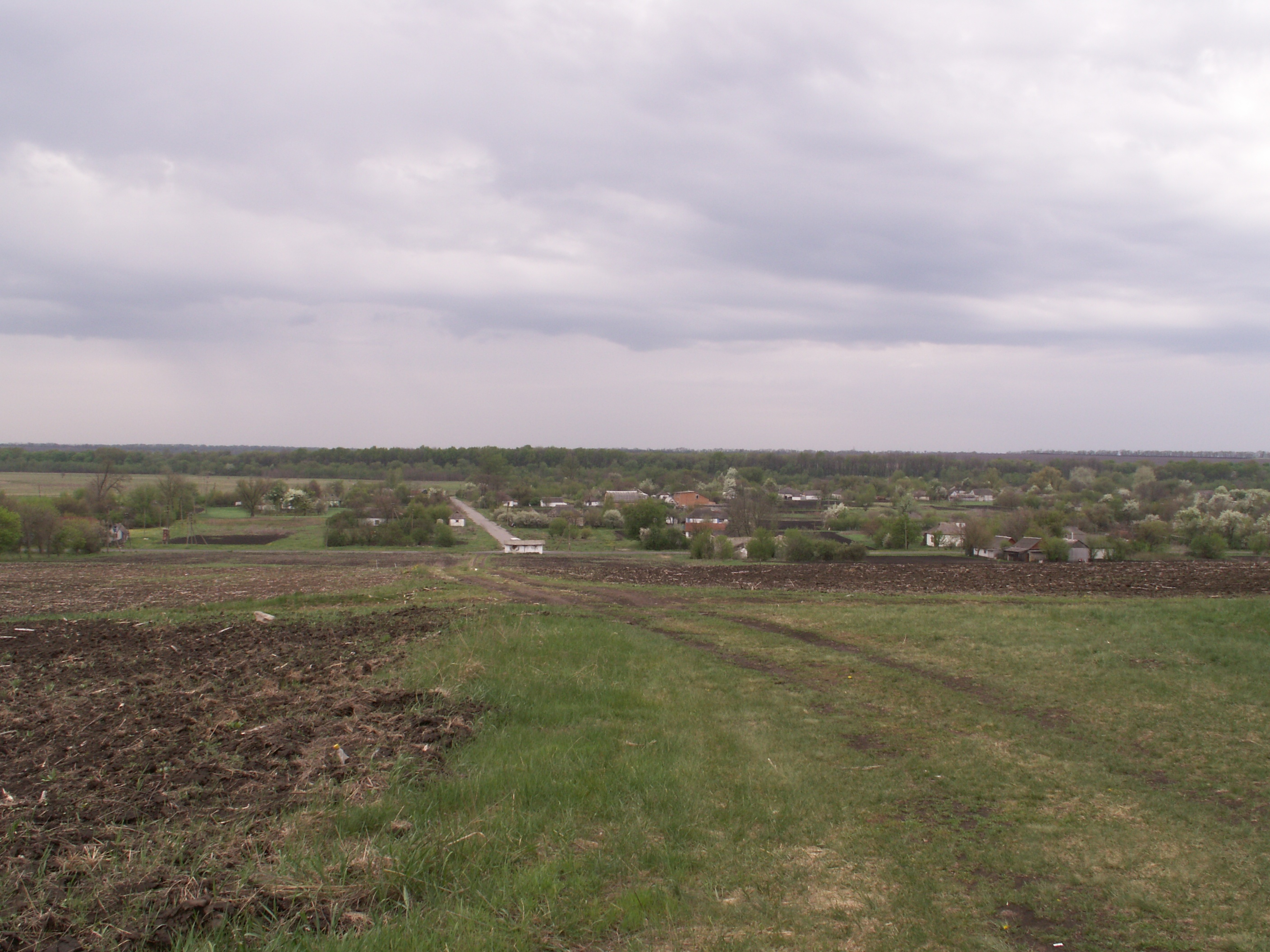

49°14′49″N 33°56′55″E / 49.24694°N 33.94861°E
布里哈迪里夫卡（羅馬化：Bryhadyrivka）是烏克蘭中部的村莊，隸屬波爾塔瓦州的克雷門丘克區。該村處於沃夫恰河源頭，距離卡希夫卡1公里，海拔高度85米，2022年人口200。